# TAI Hürkuş
Il TAI Hürkuş è un addestratore basico monomotore turboelica, ad ala bassa, progettato e sviluppato dall'azienda turca Turkish Aerospace Industries (TAI).
Si tratta di un addestratore basico della stessa classe degli Embraer e Pilatus.

## Storia del progetto
Il contratto per il programma di sviluppo della nuova generazione di addestratori di base HÜRKUŞ fu firmato nel marzo del 2006, tra il Sottosegretariato alla difesa per le industrie, Savunma Sanayii Müsteşarlığı, e la TAI. L'aereo, oltre ad essere in grado di svolgere missioni di addestramento e navigazione, doveva essere in grado di svolgere missioni sia diurne che notturne. Per la propulsione, fu scelta la stessa turboelica degli aerei con cui sarebbe andato in competizione, ovvero una Pratt & Whitney Canada PT6A-68T con una potenza di 1600 cavalli, dotata di un'elica in alluminio a cinque pale HC-B5MA-3 della statunitense Hartzell Propeller.
Fu deciso di svilupparne due versioni, Hürkus-A ed Hürkus-B. La prima destinata al mercato civile ha ricevuto nel 2016 un certificato di convalida del tipo CS-23 dall'Agenzia europea per la sicurezza aerea (EASA) e un certificato di tipo aereo dalla Direzione generale dell'Aviazione civile (DGCA) della Turchia. La seconda denominata Hürkus-B destinata alla formazione dei piloti destinati alla linea caccia. L'Hürkuş-B, oltre ad essere più leggero di 100kg e dotato di winglets, è provvisto di sediolini eiettabili Martin-Baker Mk T-16 N 0/0, abitacolo posteriore ad alta visibilità, abitacolo ergonomico progettato per piloti di diverse dimensioni fisiche, sistema di pressurizzazione dell'abitacolo, sistema di generazione dell'ossigeno integrato (OBOGS), sistema anti-g, sistema di climatizzazione dell'abitacolo e comandi HOTAS, schermi multifunzione ed un Lite Head-Up Display (HUD) di BAe Systems.
L'Hürkuş-B è oggetto di un ordine per 10 esemplari della versione Hürkus-B (più un'opzione per ulteriori 40 esemplari) da parte della Türk Hava Kuvvetleri, l'aeronautica militare della Turchia.
A febbraio 2017 fu presentato l'Hürcuş-C, variante armata da attacco leggero e ricognizione dotata di 7 punti di attacco esterni per missili, razzi, bombe e serbatoi per un carico utile di 1500kg. Questa è dotata di torretta con sensori elettro-ottici, 
abitacolo corazzato, sistemi di autoprotezione, cockpit digitale compatibile con strumentazione per la visione notturna e sistemi avionici avanzati. L'armamento comprende il missile controcarro Rocketsan Lumtas, bombe di caduta,   por per mitragliatrici, razzi guidati da 70 mm Cirit e bombe con kit di guida INS/GPS Teber.

## Versioni
- Hürkuş-A: versione base destinata al mercato civile che deve essere certificata dall'EASA (Agenzia europea per la sicurezza aerea) in base ai requisiti CS-23;[1][2]
- Hürkuş-B: versione avanzata con avionica integrata (inclusi HUD, MFD e computer di missione) winglets alle estremità alari e sedili eiettabili Martin-Baker Mk T-16 N 0/0;[1][2]
- Hürkuş-C: versione sviluppata, oltre che per le missioni di addestramento dei piloti, per fornire una soluzione a basso costo e ad alta precisione alle missioni di attacco leggero/ricognizione armata;[1][4]

## Utilizzatori
Ciad
- Force Aérienne Tchadienne

A luglio 2022 è stato reso noto un ordine per un numero non ancora identificato della versione da attacco leggero Hürkuş C. Durante l'AAD 2022 di Pretoria, in Sudafrica, è stato comunicato che tre Hürkuş C saranno consegnati nel primo trimestre del 2023. Tre Hürkuş C consegnati a maggio 2023.
 Libia
- Al-Quwwat al-Jawwiyya al-Libiyya

Il 19 maggio 2022 è stato reso noto un ordine per un numero non ancora identificato (forse 12) di aerei da attacco leggero Hürkuş C.
 Niger
- Armée de l'air du Niger

Ordinati il 18 novembre 2021, non è stato reso noto costo e numero degli esemplari, ma, fonti riferiscono tre aerei, più opzione per altri nove. Durante l'AAD 2022 di Pretoria, in Sudafrica, è stato comunicato che due Hürkuş C saranno consegnati entro la fine del 2022.
 Turchia
- Türk Hava Kuvvetleri

10 aerei della versione Hürkus-B ordinati, più un'opzione per ulteriori 40 esemplari.

## Velivoli comparabili
Corea del Sud
- KAI KT-1;

 Stati Uniti
- Raytheon T-6 Texan II;

 Svizzera
- Pilatus PC-21;

 Emirati Arabi Uniti
- Calidus B-250 Bader